# Paweł Ukielski
Paweł Ariel Ukielski (n. 1976) -  politolog, istoric, cercetător la Secția Europa Centrală și de Est a Institutului de Studii Politice din cadrul Academiei Poloneze de Științe . Studiile și le-a făcut la Szczecin, mai târziu în Varșovia. A activat ca director adjunct și șef al Centrului Educativ de pe lângă Muzeul Insurecției Varșoviene. Este angajat la Institutul de studii Politice PAN și la Collegium Civitas, unde ține cursuri legate de politică istorică. Se ocupă în special de istoria contemporană a Cehiei, Slovaciei și de relațiile ceho-slovace. Este autorul monografiei Aksamitny rozwód. Rola elit politycznych w procesie podziału Czechoslowacji (Divorțul de catifea. Rolul elitelor politice în procesul de impărțire a Cehoslovaciei, 2007)  . A publicat, printre altele, în Anuarul Politicii Externe a Poloniei, în Revista de Politici Internaționale și în volumele succesive ale anuarului Europa Centrală și de Est. Este autorul celor mai multe dintre titlurile cehe și slovace din Dicționarul biografic al Europei Centrale și de Est din secolul XX . 

## Publicații alese
- Słownik biograficzny Europy Środkowo-Wschodniej XX wieku (Dicționarul biografic al Europei Centrale și de Est din secolul XX), coautor, 2004
- Aksamitny rozwód: Rola elit politycznych w procesie podziału Czechosłowacji (Divorțul de catifea. Rolul elitelor politice în procesul de impărțire a Cehoslovaciei), 2007
- Przewodnik po Muzeum Powstania Warszawskiego (Ghidul Muzeului Insurecției din Varșovia), 2007
- 1989 - Jesień Narodów (1989 - Toamna Națiunilor), coautor, 2009